# Parafia Podwyższenia Krzyża Świętego w Kaczycach
Parafia Podwyższenia Krzyża Świętego w Kaczycach – parafia rzymskokatolicka w Kaczycach, należąca do dekanatu Goleszów, diecezji bielsko-żywieckiej. W 2005 zamieszkiwało ją ponad 2600 katolików.
W 1688 r. miejscowość przynależała do parafii św. Michała Archanioła w Kończycach Wielkich. W następnych latach tamtejsi proboszczowie z dość dużym powodzeniem zrekatolicyzowali miejscowość po okresie reformacyjnym, gdy większość mieszkańców regionu zmieniła wyznanie na luteranizm. W drugiej połowie XIX wieku w północnej części wsi, wybudowano murowany z cegły kościółek, rozbudowany w 1937, obecnie filialny.
W drugiej połowie lat 70. XX wieku zdecydowano o powstaniu na terenie Kaczyc Kopalni Węgla Kamiennego Morcinek, a jak dotąd miejscowość nie posiadała własnej parafii. Mieszkańcy poprosili aby móc przenieść drewniany kościół w Ruptawie, gdzie od 1949 r. mieścił się nowy murowany kościół parafialny parafii Niepokalanego Serca NMP, a na remont starej ruptawskiej świątyni nie starczyło funduszów. Zgodę na to wydał katowicki wojewoda oraz Wojewódzki Konserwator Zabytków w Katowicach. Kościół rozebrano i odtworzono z niewielkimi zmianami w Kaczycach w latach 1971-1972, z równoczesną zmianą wezwania ze św. Bartłomieja na Podwyższenie Krzyża Świętego. 
Przez kilka lat kościół przynależał do parafii św. Jana Nepomucena w Pogwizdowie, a samodzielną kaczycką parafię erygowano 1 lutego 1976 roku.
Na terenie parafii oprócz kościoła parafialnego i kościoła filialnego pw. Matki Boskiej Częstochowskiej znajdują się kaplica św. Antoniego oraz kaplica cmentarna "Pod Lipkami". Przy parafii działają Ruch Światło-Życie, Żywy Różaniec oraz Bractwo Trzeźwości.

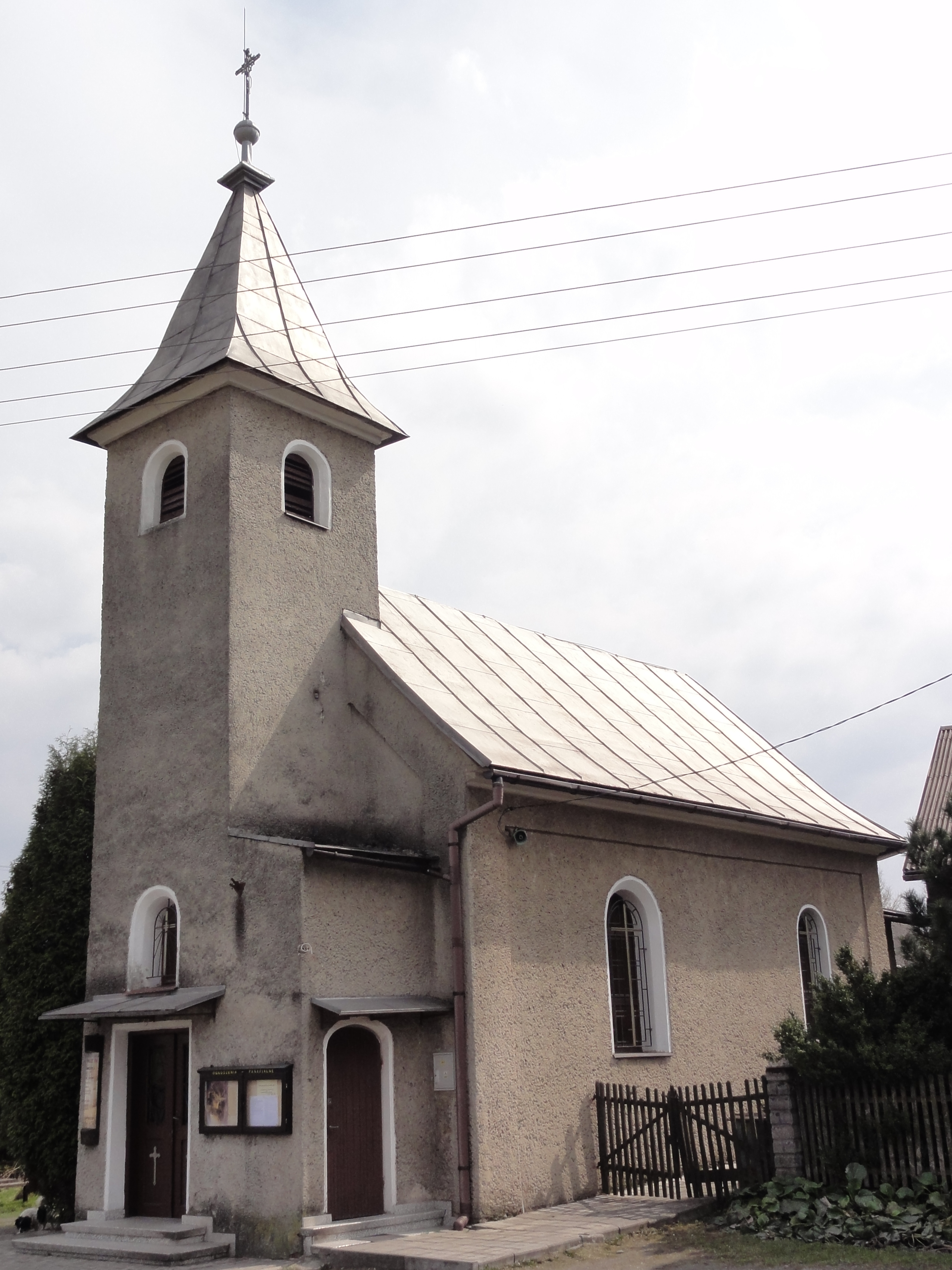
Kościół filialny MB Częstochowskiej
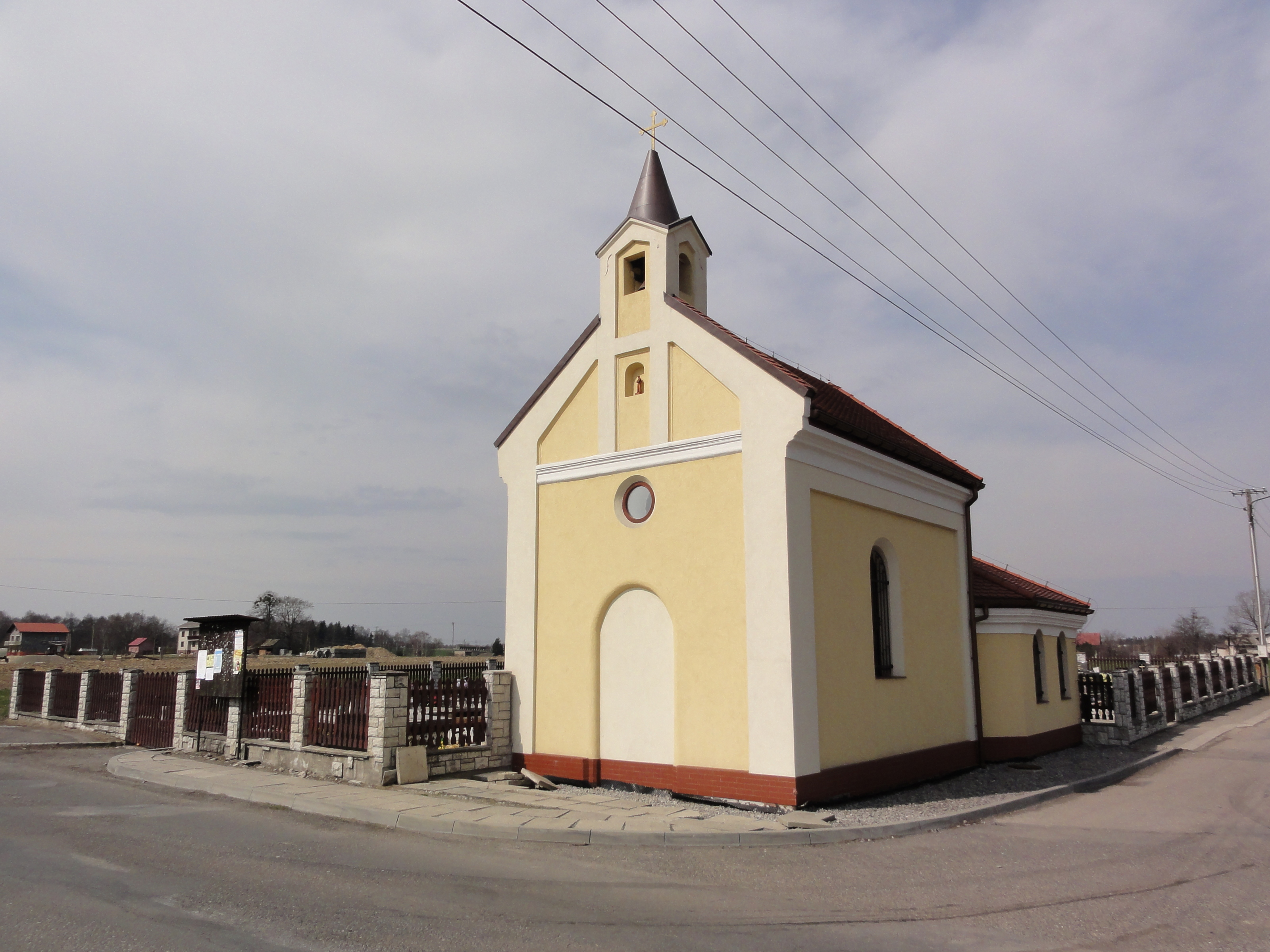
Kaplica św. Antoniego
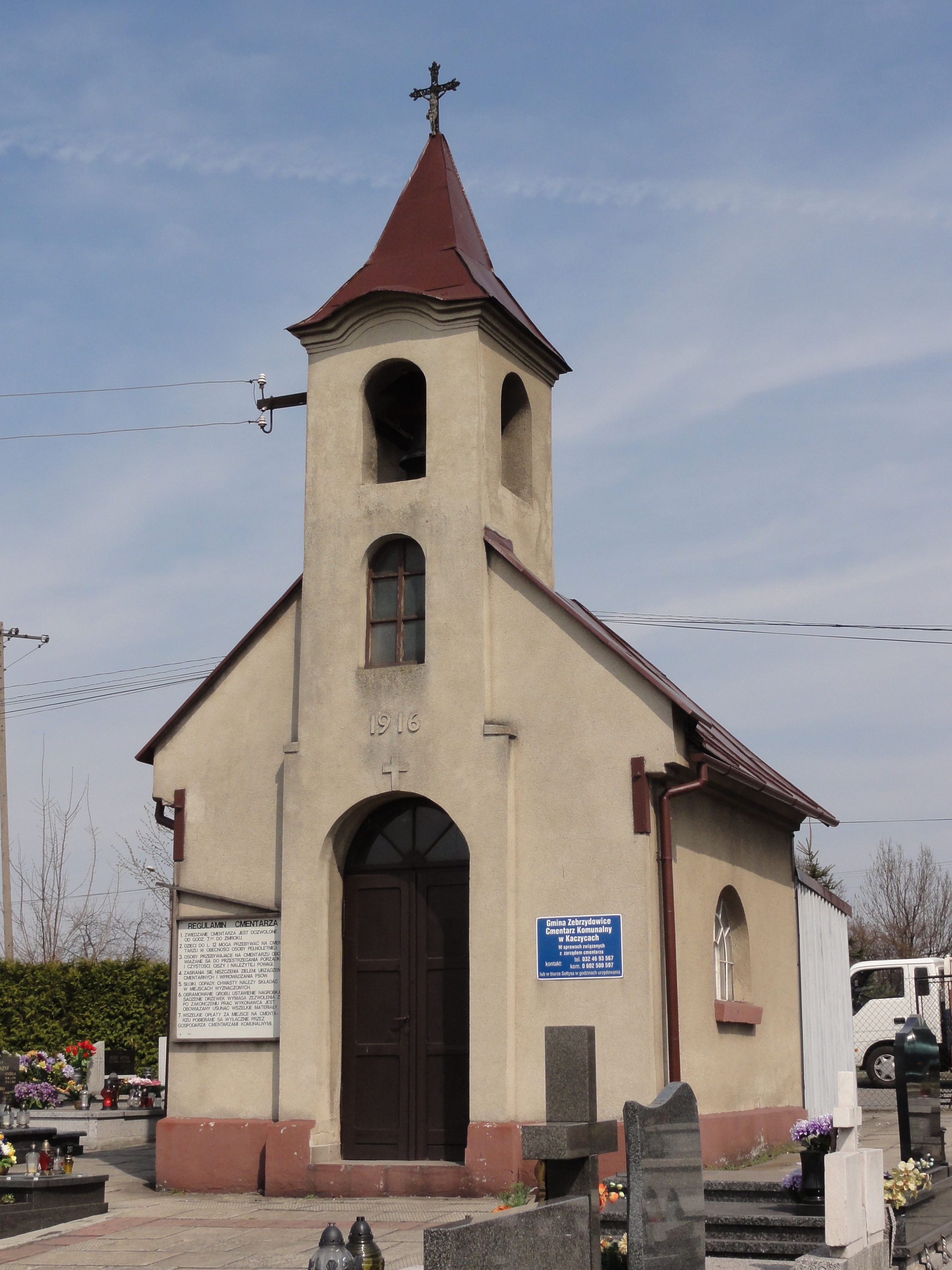
Kaplica na cmentarzu "Pod Lipkami"